# Quảng cáo hiển thị
Quảng cáo hiển thị (Display Advertising): Là một hình thức quảng cáo trực tuyến (Online advertising), tiếp cận khách hàng bằng cách truyền tải các thông điệp từ nhà quảng cáo đến khách hàng với nhiều hình thức khác nhau (chữ, ảnh tĩnh/động, video, 3D graphics...) trên các website, phương tiện truyền thông mạng xã hội (social media), ứng dụng, ... để tạo khách hàng tiềm năng . Trong đó:
1. Nhà quảng cáo - các thương hiệu, công ty, cá nhân hay tổ chức bỏ chi phí ra để mua quảng cáo được gọi là Advertiser.
2. Website, mạng xã hội, ứng dụng... nơi hiển thị quảng cáo được gọi là Publisher.
  - Các website: bao gồm web tin tức, giải trí hay Blog như Vnexpress, Dantri, 24h, Tuoitre, Thanhnien...
  - Các mạng xã hội: Facebook, Instagram, Pinterest, ...
  - Các ứng dụng bao gồm cả desktop hoặc mobile: Skype, Zalo, Youtube,...

Vai trò: Bằng cách tác động vào khách hàng bất kể khi nào họ đang sử dụng mạng Internet, quảng cáo hiển thị đóng vai trò quan trọng trong việc xây dựng hình ảnh thương hiệu trong tâm trí khách hàng: Thông qua quảng cáo hiển thị, thương hiệu có thể làm hình ảnh của sản phẩm/dịch vụ của mình tiếp cận khách hàng dễ dàng hơn. Tùy vào những mục tiêu khác nhau (về độ nhận diện thương hiệu, về doanh số...) mà thương hiệu có thể lựa chọn những hình thức khác nhau của quảng cáo hiển thị.
Trong ba loại hình Owned Media, Paid Media và Earned Media, Quảng cáo hiển thị thuộc nhóm Paid Media: Nơi những người muốn được hiển thị quảng cáo của mình phải trả một khoản phí nhất định.

## Lịch sử hình thành
Ngay từ khi ra đời, Internet đã thay đổi hoàn toàn cách con người tiếp cận với các loại hình quảng cáo: Giá máy tính giảm dần, người dùng trên thế giới có cơ hội tiếp cận những nội dung quảng cáo trực tuyến dễ dàng hơn. Điều này dẫn đến sự ra đời của những kênh trực tuyến cho phép những loại hình quảng cáo khác nhau được hiển thị và từ đó tiếp cận khách hàng mục tiêu, mở ra sự phát triển của tiếp thị kỹ thuật số (digital marketing).
Quảng cáo hiển thị đầu tiên: Quảng cáo banner đầu tiên trên Internet xuất hiện trên HotWired.com vào ngày 27 tháng 10 năm 1994 với Advertiser là AT&T.
Sự phát triển trong mối quan hệ giữa Advertisers và Publishers:
1. Ban đầu, mối quan hệ giữa Advertiser và Publisher là mối quan hệ đối tác trực tiếp: Tức là tại đó, Advertiser sẽ trả cho Publisher một khoản chi phí nhất định khi họ muốn đặt quảng cáo của thương hiệu mình trên trang web của Publisher. Nhận ra tiềm năng của mối quan hệ này, ngày càng có nhiều Publisher xuất hiện hơn với nhiều vị trí trống (advertising space) trên website cho phép Advertiser đặt quảng cáo của thương hiệu mình. Cũng xuất phát từ những vị trí trống đó, dẫn đến sự ra đời của những tổ chức được gọi là Mạng quảng cáo trực tuyến (Advertising Network).
2. Ad Networks đóng vai trò là các trung gian, họ mua những vị trí trống trên website của các Publisher, sau đó phân loại và bán cho Advertiser. Đây cũng là mối quan hệ thứ hai giữa Advertiser và Publisher.
3. Mối quan hệ thứ ba, cũng là mối quan hệ đang có sự phát triển mạnh mẽ nhất giữa Advertiser và Publisher xuất hiện vào khoảng cuối những năm 2000 - khi hình thức Real-time-bidding (RTB) trở nên phổ biến. Với hình thức này, khi quảng cáo hiển thị được tải trên trình duyệt web của người dùng, thông tin về trang web và người dùng sẽ được gửi đến cho các Advertiser, sau đó các Advertiser thực hiện đấu giá, doanh nghiệp nào ra giá cao nhất sẽ được đưa quảng cáo của thương hiệu mình vào trang web gần như ngay lập tức.

## Các nền tảng của quảng cáo hiển thị (Platform)

### Display Platform
Các kênh quảng cáo (Channels): Những website có cho phép đặt banner như Zing News, Báo mới, VnExpress, các diễn đàn (forum),...
Các định dạng (Creative Formats):
- Static[4]: Là những banner quảng cáo tĩnh, chỉ là hình ảnh hoặc chữ. Hiện nay, đối với những publisher khác nhau sẽ có những loại kích thước khác nhau: banner (728x90; 468x60), skyscraper (160x600; 120x600), square (250x250; 200x200), rectangle (336x280; 300x250; 180x150), button (180x150; 125x126),...
- Animated: là banner quảng cáo có thể chuyển động được.
- Interactive[4]: Là những banner quảng cáo mà người xem có thể tương tác được với nó. Ví dụ như nhấp xoay vòng quay may mắn, chơi minigame,...
- Pop-up[4]: Banner xuất hiện khi người dùng truy cập một website hay click vào một tab nào đó. Popup có thể là một page nhỏ, hoặc một website.
- Super Masthead: Là những banner quảng cáo cỡ lớn xuất hiện ngay đầu trang web.
- Full background: Là những quảng cáo hiển thị cỡ lớn có kích thước tràn phần nền của một website.
- Expandable[4]: Banner có thể mở rộng khi người dùng di chuột qua 3s hoặc click vào. Có nhiều loại mở rộng: tràn trang, bóc trang.

### Social Platform
Các kênh quảng cáo (Channels): Quảng cáo hiển thị được áp dụng trên nhiều mạng xã hội như Facebook, Instagram, Youtube, Tik Tok, LinkedIn, Tinder, ... Đối với mỗi kênh, các định dạng được sử dụng khác nhau để phù hợp với tính chất và cách tiếp cận người dùng của kênh. Trong các mạng xã hội hiện nay, Facebook đang là kênh được Advertiser ưa chuộng và áp dụng quảng cáo hiển thị nhiều nhất.
Các định dạng (Creative Formats) của Facebook:
- Photo Ads[5]: Các quảng cáo dưới dạng một hoặc nhiều hình ảnh.
- Video Ads[6]: Quảng cáo dưới dạng video. Một lượt xem sẽ được tính khi người dùng nhấn vào và xem quảng cáo tối thiểu 3 giây.
- Slideshow Ads[7]: Quảng cáo dưới hình thức video được ghép từ một chuỗi hình ảnh, sử dụng chuyển động, âm thanh và văn bản để kể chuyện trên các thiết bị, có thể tạo quảng cáo bản trình chiếu từ các hình ảnh có sẵn trong quá trình tạo quảng cáo hoặc sử dụng một video có sẵn.
- 'Carousel Ads': Hình thức quảng cáo quay vòng, hiển thị 3-5 hình ảnh liền kề, mỗi hình ảnh sẽ bao gồm tiêu đề và các liên kết hoặc kêu gọi hành động. Người dùng có thể kéo qua các thẻ để xem hình ảnh. Quảng cáo quay vòng giúp tăng giúp tăng tỉ lệ CTR (lượt click/ lượt xem) gấp 10 để quảng cáo trang web so với bài quảng cáo theo cách thông thường.
- Collection Ads[8]: Bao gồm một video hoặc hình ảnh chính với bốn hình ảnh đồng hành nhỏ hơn ở phía dưới trong bố cục dạng lưới. Khách hàng nhấn vào quảng cáo bộ sưu tập để lướt xem hoặc tìm hiểu thêm sẽ được chuyển ngay sang một trải nghiệm sau khi nhấp, tất cả đều thực hiện được mà không cần rời khỏi Facebook hoặc Instagram.
- Canvas Ads: Trải nghiệm quảng cáo trên thiết bị di động trung thực, toàn màn hình. Sau khi nhấp vào quảng cáo, người dùng có thể trượt qua một thẻ hình ảnh, nghiêng để xem ảnh toàn cảnh và phóng to để xem chi tiết hình ảnh, giúp trải nghiệm Canvas trở nên trung thực và hấp dẫn hơn. Hiện Canvas Ads chỉ có thể áp dụng trên Mobile[9].
- Link Ads (Image/ Videos): Thu hút mọi người thực hiện hành động Advertiser muốn bằng việc chọn các nút kêu gọi hành động: Mua ngay, Tìm hiểu thêm, Đăng ký, Đặt ngay và Tải xuống[10].
- Lead Ads: Khi người dùng click vào nút kêu gọi hành động (call to action) thì một biểu mẫu (hay còn gọi là Form) sẽ hiện ra để người dùng điền thông tin vào mà không nhất thiết chuyển sang một trang trung gian khác[11]
- Story Ads: Quảng cáo không xuất hiện trên News feed, nó chỉ hiển thị khi mọi người đang xem Stories và biến mất vĩnh viễn sau 24h. Advertiser có thể sử dụng định dạng hình ảnh (hiển thị tối đa 5 giây), carousel (nhiều hình ảnh) hoặc video (có thời lượng tối đa 15 giây)[12].
- Click-to-messenger Ads: Sau khi người dùng nhấp vào "Gửi tin nhắn" sẽ nhận được các mẫu tin văn bản đơn giản thiết lập sẵn, và sau đó đợi phản hồi từ nhân viên chat. Quảng cáo này hướng đến 2 mục tiêu chính là: Tin nhắn và Chuyển đổi[13].
- Mobile App Install Ads:  Là hình thức quảng cáo hiển thị trên Mobile News feed và dẫn link trực tiếp về Google Play Store hoặc iTunes App Store ⇒ Giúp doanh nghiệp & các nhà phát triển dễ dàng tăng lượng người tải và cài Store đặt ứng dụng, game...[14]

### Video Platform
Các quảng cáo hiển thị tiếp cận người dùng bằng hình thức là một video.
Các kênh quảng cáo (Channels)
- Các trang thông tin như Zing News, Bao Moi, Kkday blog, xxxx forum, ...
- Các trang web chia sẻ video như Youtube.

Các định dạng (Creative Formats)
Tổng quan, quảng cáo hiển thị trên nền tảng video sẽ có 2 hình thức In-stream và Out-stream.
- In-stream: Quảng cáo video trực tiếp là những video được phát trực tiếp trước, trong hoặc cuối video mà người dùng đang xem. Video trực tiếp cho phép quảng cáo được truyền phát trong dòng thời gian của video nhắm mục tiêu đến người dùng.[15]
- Out-stream: Thường được gọi là 'in-read' hoặc 'native video', là quảng cáo video tự động phát trong với định dạng lớn bất cứ khi nào người dùng điều hướng đến nội dung văn bản (thường là một bài viết), ngay cả khi Publisher không có nội dung video của riêng họ.[16]

Với các trang web chia sẻ video như Youtube, các định dạng (creative formats) càng phong phú và đa dạng hơn:
- Bumper Ad: Một đoạn quảng cáo ngắn 6 giây được hiển thị trước trong hoặc cuối video người dùng đang xem. Người dùng không thể bấm Skip Ad (Bỏ qua) mà phải xem hết quảng cáo. Định dạng này phù hợp cho mục tiêu tiếp cận và tăng độ nhận diện thương hiệu. Quảng cáo được mua theo hình thức đấu thầu (Bidding) và theo lượt hiển thị (Cost-per-Miles).[17]
- Trueview In-stream: Các đoạn quảng cáo được hiển thị trước trong hoặc cuối video người dùng đang xem và chỉ có thể bỏ qua quảng cáo sau 6 giây hiển thị. Một lượt xem hoàn thành (Completed View) được tính khi người dùng xem tối thiểu 30 giây quảng cáo. Định dạng này phù hợp cho mục tiêu tăng độ nhận diện và quảng cáo lại (Remarketing). Quảng cáo được mua theo hình thức đấu giá (Auction) và theo lượt xem (Cost-per-view).[18]
- Trueview Discovery[19]
  - Search Results Page: Người dùng nhìn thấy quảng cáo của khi họ đang tìm kiếm các video có liên quan và có thể nhấp chọn xem quảng cáo. Advertiser chỉ bị tính phí khi người dùng nhấp chọn xem quảng cáo. Định dạng này giúp tăng số lượt xem video, cải thiện vị trí hiển thị (organic placement) của video, phù hợp cho mục tiêu quảng cáo lại (Remarketing)
  - Watch Page: Người dùng nhìn thấy quảng cáo bên cạnh một video khác đang xem và có thể chọn nhấp vào quảng cáo. Advertiser chỉ bị tính phí khi người dùng nhấp chọn xem quảng cáo. Quảng cáo được mua theo hình thức đấu giá (Auction) và theo lượt xem (Cost-per-view)
  - Homepage: Xuất hiện giữa các video trên trang chủ khi người dùng vừa mở giao diện Youtube trên điện thoại hoặc máy tính. Advertiser chỉ bị tính phí khi người dùng nhấp chọn xem quảng cáo. Quảng cáo được mua theo hình thức đấu giá (Auction) và theo lượt xem (Cost-per-view).
- Masthead: Hình thức quảng cáo hiển thị gồm một banner và một clip với tổng kích thước 970*250 đặt ở trang chủ của Youtube, xuất hiện 24/24 trên mọi giao diện như laptop, tablet, mobile... Hình thức này giúp tạo độ tiếp cận cực kỳ lớn, có thể lên đến 10.000.000 lượt hiển thị mỗi ngày, từ đó tạo sức ảnh hưởng đến người dùng và đặc biệt giành được vị trí độc quyền với 100% SOV (Share of Voice).[20]

## Các chỉ số đo lường quảng cáo hiển thị theo từng nền tảng (Metrics)

### Display Platform
- Impression (Lượt hiển thị): Một lần hiển thị được ghi lại nếu quảng cáo được hiển thị trong trình duyệt của người dùng. Số lần hiển thị các mẫu quảng cáo được tính khi cả các mẫu quảng cáo đó có được người dùng nhấp vào hay không.
- Unique Impression: Số lần hiển thị được tính trên một địa chỉ cookie duy nhất với một mẫu quảng cáo (sau khi đã lọc ra những lần hiển thị trùng lặp với cookie đó).
- Frequency: Số lần trung bình quảng cáo của bạn hiển thị đến một người.
- Click: Số lần người xem nhấp vào các mẫu quảng cáo hiển thị.
- % CTR (Click-through rate): Tỷ lệ nhấp chuột là tỷ lệ người xem nhấp vào mẫu quảng cáo. Đây là thang đo cơ bản cho hiệu quả của các chiến dịch quảng cáo hiển thị. Đặc biệt, chỉ số này còn cho biết tính hiệu quả của nội dung trong trang đích đến (landing page) của bạn. %CTR (Click Through Rate) = Clicks / Impressions
- Conversion (Lượt chuyển đổi): Số lần mà người xem thực hiện một hành động sau khi xem hoặc nhấp vào các mẫu quảng cáo. Hoạt động chuyển đổi đó có thể là đặt mua một món hàng, thanh toán, điền vào một biểu mẫu hoặc gửi một yêu cầu,...
- Conversion rate (Tỷ lệ chuyển đổi): Tỷ lệ số người nhấp vào một mẫu quảng cáo và hoàn thành một hoạt động chuyển đổi mà người quảng cáo mong muốn. (conversions/ clicks).
- Bounce rate (Tỷ lệ thoát): Tỷ lệ người xem thoát khỏi trang đích đến (landing page) ngay sau khi nhấp vào một mẫu quảng cáo.

### Social Platform
- Reach (Lượt tiếp cận): Số người mà họ đã xem mẫu quảng cáo ít nhất một lần hoặc là có khả năng tiếp cận được với mẫu quảng cáo đó. Thông thường nó sẽ được thể hiện bằng số lượng người mà họ đã truy cập vào mạng quảng cáo mà Advertiser đang sử dụng. (Impression / Frequency).
- Interaction (Tương tác): Bao gồm những số lượng hoạt động thể hiện các biểu tượng cảm xúc, bình luận và chia sẻ một bài viết.
- Post Engagement: Bao gồm những hoạt động như thể hiện biểu tượng cảm xúc, bình luận, chia sẻ, gửi một yêu cầu, hay xem một tấm ảnh, video hoặc nhấp vào một đường dẫn).
- Engagement Rate (Tỷ lệ gắn kết): Là tỷ lệ Engagement / Impressions.

### Video Platform
- View (Lượt xem): Số lần mà các mẫu quảng cáo video được trình chiếu. Đối với mỗi nền tảng sẽ có một tiêu chuẩn để tính lượt xem khác nhau.
- Completed View: Số video quảng cáo được trình chiếu đến hết toàn bộ thời gian của nó.
- % VTR (View Through Rate): Tỷ lệ giữa số video quảng cáo được trình chiếu hết toàn bộ thời gian so với số lượng hiển thị của nó. (Completed view / Impressions)

### Ad Verification (BAV)
Một số trường hợp, các chỉ số đo lường hiệu quả có thể không được đo lường một cách trung thực hoặc chất lượng quảng cáo không đạt yêu cầu. Vì vậy, khi đánh giá hiệu quả cần quan tâm đến những tiêu chí sau:
- Viewability: Mức độ hiển thị là một khái niệm về cách quảng cáo có thể hiển thị trên một trang web hoặc một ứng dụng trên điện thoại.
- Brand Safety (An toàn thương hiệu): Là khả năng các quảng cáo của thương hiệu được xuất hiện trong môi trường sạch (nơi có nội dung phù hợp, không mang tính chất công kích khách hàng,...) để duy trì uy tín của thương hiệu khi họ tiến hành quảng cáo trên nền tảng số.
- Ad Fraud (Gian lận quảng cáo): Là những hành động nỗ lực lừa gạt các trang mạng quảng cáo trên nền tảng kỹ thuật số để thu lợi bất chính. Những đối tượng lừa đảo thường dùng bot để thực hiện gian lận quảng cáo, khác hơn, có một số phương thức mà những kẻ lừa đảo có thể sử dụng để lừa các nhà quảng cáo và mạng quảng cáo trả tiền cho họ. Một vài hình thức như quảng cáo ẩn, chiếm quảng cáo, sử dụng bot tự động, tương tác ảo, người dùng ảo,...

## Sử dụng quảng cáo hiển thị để tiếp cận khách hàng mục tiêu (Targeting)
Trong quá trình sử dụng Quảng cáo hiển thị, hoạt động xác định chính xác thị trường mục tiêu và nhóm khách hàng mục tiêu của thương hiệu là vô cùng cần thiết. Trong đó, có những định nghĩa quan trọng sau mà một người làm quảng cáo cần phải nắm rõ để sử dụng Quảng cáo hiển thị đúng mục đích:

### Với mục đích liên quan đến độnhận thức thương hiệu, độ gắn kết cũng như cân nhắc của khách hàng với thương hiệu[21](Awareness/Consideration)
- Nhân khẩu học (Demographic): Phân khúc dựa trên giới tính, độ tuổi, tình trạng hôn nhân. Ví dụ: Phụ nữ từ 18-45 tuổi, đã kết hôn, gia đình có trẻ.
- Địa lý (Geography/location): Phân khúc dựa trên vị trí địa lý ở nhiều mức độ tùy vào mục đích. Ví dụ: Sống tại TP.Hồ Chí Minh, Hà Nội... hay sống tại quận 1, quận 5...
- Thời gian (Timing): Phân khúc dựa trên một khoảng thời gian nhất định. Ví dụ: Từ 7:00 sáng - 11:00 sáng Chủ nhật.
- Hành vi (Behavioural): Phân khúc dựa trên sở thích, hành vi của người dùng. Ví dụ: Những người yêu thích thể thao, những người yêu thích công nghệ...
- Địa điểm (Placement): Phân khúc dựa trên vị trí cụ thể đặt quảng cáo. Ví dụ: Kenh14, Youtube, VNExpress...
- Ngữ cảnh (Contextual): Phân khúc dựa trên một loại hình nội dung, hoặc một ngữ cảnh cụ thể. Ví dụ: Xuất hiện trên các trang báo mạng có nội dung liên quan đến "xe hơi" hoặc "Ford"...
- Thời tiết (Weather): Phân khúc dựa trên tình hình thời tiết thực tế. Ví dụ: Mưa, nắng, nhiệt độ cao...
- Thiết bị (Device/Operating System): Phân khúc dựa trên các thiết bị mà người dùng đó đang sử dụng. Ví dụ: Iphone X, Samsung Galaxy Note 10.

### Với mục đích liên quan đến lượt mua hàng/lượt chuyển đổi (Purchase/Conversion)
- Custom audiences: Tiếp cận những khách hàng cụ thể bằng số điện thoại, email cá nhân, hoặc hoạt động của họ trên các trang quảng cáo. Ví dụ: Những người tương tác với quảng cáo trên website[22].
- Similar audiences: Tiếp cận những người có sở thích, hành vi gần giống với khách hàng hiện tại của doanh nghiệp. Ví dụ: Nhắm đến những khách hàng có hành vi tương tự với những người đã điền thông tin trên trang quảng cáo[23].
- Lookalike audiences: Tiếp cận những người có khả năng sẽ dành sự quan tâm cho sản phẩm/dịch vụ của doanh nghiệp. Ví dụ: Những người yêu thích trang hay đã từng truy cập website của doanh nghiệp[23].
- Tiếp thị lại (Re-Marketing): Tiếp tục hiển thị lại các quảng cáo với khách hàng đã truy cập trang hoặc đã tương tác với quảng cáo. Ví dụ: Hiển thị lại quảng cáo trên Facebook, Youtube đối với những khách hàng có lịch sử truy cập vào trang của thương hiệu[24].

### Ưu điểm khi thực hiện nhắm mục tiêu
- Nhắm được đến một nhóm đối tượng cụ thể.
- Việc hiển thị quảng cáo được sử dụng đúng mục tiêu đề ra.
- Kết quả cuối cùng thường mang lại tỷ lệ chuyển đổi cao hơn.
- Cho phép người quảng cáo thu thập được nhiều thông tin khác nhau của khách hàng, phục vụ cho việc phân tích hoặc tối ưu hóa các chiến dịch sau này.

### Nhược điểm khi áp dụng quá nhiều tiêu chí nhắm mục tiêu
- Kích thước tệp khách hàng không ổn định để đo lường.
- Nếu Advertiser không thật sự hiểu nhóm khách hàng mà mình hướng tới, có yêu cầu cao - thực hiện nhắm khách hàng mục tiêu quá chi tiết, điều này có thể sẽ dẫn đến tệp khách hàng được hướng tới quá nhỏ và không đạt được KPI đề ra ban đầu → Sử dụng ngân sách không hiệu quả.
- Trong một số trường hợp nhà quảng cáo muốn tăng lượt hiển thị đối với khách hàng, nhưng tệp khách hàng quá nhỏ, việc này yêu cầu Advertiser phải mua thêm các vị trí ở nhiều Publisher khác nhau → tốn kém nhiều chi phí hơn.

### Những lưu ý khi áp dụng việc nhắm mục tiêu
- Việc xác định tệp khách hàng không phải lúc nào cũng chính xác hoàn toàn.
- Quá trình này nên được thử nghiệm và rút kinh nghiệm nhiều lần để có hiệu quả tốt nhất.
- Những nền tảng khác nhau thường sẽ có cách phân loại, định nghĩa khác nhau, đòi hỏi Advertiser cần tìm hiểu kĩ về nền tảng mà mình muốn sử dụng để đưa ra các quyết định phù hợp.

## Cách thức đăng ký quảng cáo hiển thị (Buying)

### Phương pháp (Buying method)

#### Cách thức chi tiền khi mua quảng cáo hiển thị
Có 2 cách thức chính là mua đặt trước (Reservation) và đấu thầu (Auction Bidding)
1. Mua đặt trước (Reservation): Việc đặt mua các quảng cáo hiển thị sẽ được thương lượng và cố định số tiền trước khi thực hiện việc chạy quảng cáo. Sau chiến dịch, dù cho kết quả có đạt, thấp hơn hay cao hơn so với KPI đề ra thì Advertiser cũng chỉ phải trả đúng mức tiền đặt ra ban đầu. Mua đặt trước giúp đảm bảo inventory không bị mất vào tay các đối thủ.
2. Đấu thầu (Auction Bidding): Hình thức đặt giá thầu tại thời điểm đấu giá. Mức tiền thực chi sẽ dựa vào kết quả của các thông số đo lường. Mua đấu giá cung cấp nhiều sự lựa chọn, hiệu quả và linh hoạt, với kết quả ít dự đoán hơn tuy nhiên có thể rủi ro mất inventory tốt khi mức giá đấu thầu không đủ cao. Chi phí thực tế có thể chênh lệch với ngân sách đặt ra ban đầu. Auction Bidding có hai loại giá là giá trung bình và giá real time.

#### Các hình thức mua quảng cáo hiển thị đối với các Platform/Channel phổ biến
Display & Video Platform - Trên website: Sử dụng 2 phương pháp chính được áp dụng tùy vào mục tiêu truyền thông, quảng cáo của doanh nghiệp.
| Phương pháp        | Mua theo đơn vị thời gian (Duration)                                                                                       | Mua theo độ hiệu quả của các chỉ số đo lường (Volume)                                                           |
| Đơn vị             | CPD (Cost per Duration) | CPM, CPC, CPE, CPV, CPL, CPQL, CPA, CPI, ...                                                                    |
| Mục tiêu quảng cáo | Tạo độ nhận diện cao, độ phủ lớn, tiếp cận được nhiều người dùng trong một khoảng thời gian nhất định. ⇒ Tạo sức ảnh hưởng | Tập trung vào kết quả của những chỉ số cụ thể như Impression, Click, Engagement, Lead, Acquisition, Install,... |

Social Platform - Facebook, Instagram, Messenger, Audiences Network:
| Phương pháp        | Mua theo tiếp cận và tần suất (Reach & Frequency) | Mua đấu giá (Auction Bidding)           |
| Mục tiêu quảng cáo | Mức độ nhận biết thương hiệu, số người tiếp cận, lưu lượng truy cập, tương tác với bài viết, số lượt cài đặt ứng dụng, số lượt xem video và chuyển đổi. | Tất cả mục tiêu.                        |
| Tính khả dụng      | Tính khả dụng giới hạn. | Tất cả nhà quảng cáo                    |
| Kiểm soát tần suất | Giới hạn tần suất linh hoạt cho khoảng thời gian bất kỳ.                                                                                                | Không kiểm soát tần suất                |
| Giá                | CPM bạn thanh toán cho số lần hiển thị sẽ không thay đổi sau khi bạn đặt hàng, miễn là chiến dịch của bạn không bị tạm dừng.                            | Giá có thể thay đổi trong cuộc đấu giá. |

Video Platform - Youtube
| Mua đặt trước theo thời gian (Reservation) | Mua theo số lượng (Booking Quantity) |
| Sử dụng khi Advertiser muốn thanh toán dựa trên thời gian hiển thị như mỗi ngày (Cost per day), mỗi tuần (Cost per week), mỗi tháng (Cost per month). Định dạng quảng cáo có thể mua đối với CPD là Masthead CPD ad. Phù hợp với mục tiêu thúc đẩy nhận thức về thương hiệu, cung cấp sản phẩm hoặc dịch vụ mới hoặc tái tạo thương hiệu cho sản phẩm hoặc dịch vụ. | Mua quảng cáo theo số lượng xem video (CPV/ Cost per Completed View) đối với định dạng Youtube TrueView và theo lượt hiển thị (CPM) với định dạng Bumper Ad. |

### Các nền tảng để mua quảng cáo hiển thị

#### Mạng quảng cáo trực tuyến (Advertising Network):[26]
Là một mạng lưới do một đơn vị trung gian làm cầu nối giữa người mua quảng cáo (Advertiser – nhà quảng cáo) và người bán quảng cáo (Publisher – nhà xuất bản website).
Chức năng chính là phân tích dữ liệu của Publisher, Advertiser và thị hiếu của Visitor nhằm tối ưu và tìm ra các thông điệp quảng cáo phù nhất với nội dung trang web của Publisher và thị hiếu của Visitor. Việc này làm tăng tỷ lệ hoàn vốn đầu tư của Advertiser khi thông tin quảng cáo phù hợp với nội dung trang web.
Một số Ad Network là Admicro, Adtima, Cốc Cốc, Google Display Network (GDN),...
Những lợi ích của Publisher khi tham gia vào mạng quảng cáo:
- Không phải tốn chi phí cho việc phát triển bộ phận bán quảng cáo.
- Tận dụng tối đa được các không gian quảng cáo còn trống.
- Tỷ lệ nhấn chuột sẽ cao hơn do có nhiều thông tin quảng cáo phù hợp với nội dung trang web.

Những lợi ích của Advertiser khi tham gia vào mạng quảng cáo:
- Chỉ cần thực hiện vài thao tác đơn giản là có thể kiểm soát được chiến dịch trên nhiều Publisher.
- Kiểm soát được hiệu quả thông qua việc tự định giá.
- Kiểm soát được cách chiến dịch quảng cáo sẽ chạy, việc này đồng nghĩa là các Advertiser hoàn toàn có thể kiểm soát được vị trí địa lý người dùng, kiểm soát thời gian chạy chiến dịch và các website nào sẽ có thể hiển thị quảng cáo.
- Quản lý và có thể chia nhỏ ngân sách để chạy quảng cáo. Trong khi để ký được hợp đồng với từng Publisher riêng lẻ thì bạn phải bỏ ra một ngân sách lớn để thực hiện thì với các Ad Network bạn sẽ có thể chạy chiến dịch quảng cáo với bất kỳ ngân sách nào (thường là nhỏ chỉ tối thiểu vài trăm ngàn).
- Lựa chọn và thay đổi loại hình quảng cáo đa dạng.
- Thống kê chi tiết và chính xác về số lần hiển thị, số lần nhấn chuột, chi phí,...

#### Quảng cáo lập trình(Programmatic Advertising):
Phương thức mua quảng cáo hoàn toàn tự động sử dụng hệ thống và hoàn toàn loại bỏ được sự can thiệp của con người trong việc mua bán quảng cáo giữa các bên.
Các Ad Network, Ad Exchange, SSP, DSP chính là các hệ thống làm việc chính. Lúc này khi mua quảng cáo, Advertiser không cần phải liên hệ với các bên mà chỉ cần đăng nhập vào hệ thống và thiết lập lệnh mua quảng cáo.
Bên trong programmatic buying cũng có 2 phương thức mua hàng khác nhau:
1. Direct programmatic: mua quảng cáo trực tiếp thông qua hệ thống tự động với Inventory được đảm bảo với mức giá được định sẵn. Nó tương tự như direct buying nhưng lúc này mọi thứ tự động hóa và không có sự tham gia của con người nữa.
2. Real time bidding (RTB): mua quảng cáo theo phương thức đấu giá với mức giá không cố định và Inventory không được đảm bảo.

Những lợi ích của Advertiser khi sử dụng Programmatic:
- Thực hiện các thao tác buying dễ dàng, nhanh chóng.
- Các inventory được mua với mức giá thấp hơn so với Ad network.
- Các quảng cáo được mua trên Programmatic sẽ được quản lý đồng bộ, các chỉ số hiệu quả sẽ được đo lường trên tất cả các kênh, tránh hiện tượng trùng lặp các chỉ số giữa các kênh.

Những lợi ích của Publisher khi sử dụng Programmatic:
- Trưng bày được các inventory còn trống, tận dụng được các không gian quảng cáo còn trống trên website.
- Quản lý được các inventory một cách hiệu quả.

#### Đối với các trang mạng xã hội:
Với mỗi trang mạng xã hội sẽ có một cách thức và hệ thống mua quảng cáo khác nhau:
- Facebook: Thực hiện các câu lệnh, chiến dịch quảng cáo trực tiếp trên hệ thống Facebook Business của Facebook.
- Youtube: Thực hiện các câu lệnh, chiến dịch quảng cáo trực tiếp trên các hệ thống Display & Video 360 hoặc Google Display Network (GDN).

## Các công cụ theo dõi độ hiệu quả (Tracking)
Các nhà cung cấp sẽ tự theo dõi và báo cáo độ hiệu quả của chiến dịch:
Đối với các đối tác như Facebook, Youtube,... thì hệ thống sẽ tự động theo dõi, kiểm tra và báo cáo độ hiệu quả chiến dịch, nhà quảng cáo có thể theo dõi trực tiếp và có những hành động cải thiện kịp thời.
Các bên thứ ba hỗ trợ tracking (3rd Party):
Để chuyên môn hóa việc theo dõi các chỉ số đo lường một cách hiệu quả, nhà quảng cáo có thể sử dụng các bên thứ ba để thực hiện việc theo dõi tùy vào những mục đích khác nhau. Mỗi công cụ sẽ khác nhau về mục tiêu đo lường, hệ số đếm, background, định nghĩa metrics, cách tính tiền. Sau đây là một số công cụ theo dõi và đo lường phổ biến thường dùng:
- Sizmek, Campaign manager: Được tin cậy để theo dõi các Metrics về performance như Impression, Click, CTR, View, ...
- IAS, MOAT: Thường dùng để đo lường chất lượng hiển thị quảng cáo như Viewability, Brand Safety, Ad Fraud.
- Google Analytics: Dùng để đo lường, phân tích hoạt động của các Owned Media Channels như Website, giúp Advertiser kiểm soát được các traffic đổ về Website. Ưu điểm là công cụ này Advertiser có thể sử dụng miễn phí.
- Adobe Analytics: Cũng là một công cụ đo lường phân tích Website như Google Analytics nhưng có thêm những tính năng đo lường với độ hiệu quả và chính xác cao hơn như phân tích thời gian thực, phân khúc nâng cao, phân tích xã hội, phân tích video, phân tích điện thoại di động, quản lý thẻ năng động, tích hợp dữ liệu của bên thứ ba (ví dụ như Experian, Facebook, mục tiêu chính xác). Nhà quảng cáo cần chi trả chi phí khi sử dụng.

## Ưu điểm, nhược điểm của quảng cáo hiển thị

### Ưu điểm
Tiếp cận người dùng: Phạm vi tiếp cận của quảng cáo hiển thị là rất lớn, trên hầu hết tất cả các trang web, mạng xã hội hay ứng dụng điện tử..., hay nói cách khác, Publishers trải dài nhiều nền tảng khác nhau. Từ đó, ads của thương hiệu sẽ có cơ hội tiếp cận được nhiều khách hàng hơn → Rất phù hợp cho mục đích tạo nhận thức (awareness) trong tâm trí khách hàng.
Định dạng (Format) đa dạng (ảnh tĩnh, động, video, âm thanh, 3D display...): nhiều lựa chọn cho nhãn hàng tùy thuộc vào mục đích sử dụng.
Đo lường dễ dàng: Nhờ vào các thông số cơ bản (clicks, impressions, conversions...), nhà quảng cáo có thể đo lường hiệu quả tức thời, nhằm điều chỉnh chiến lược quảng cáo nếu cần thiết.
Cách tính phí linh hoạt (theo kỳ hạn - duration, hoặc theo lượng sử dụng - volume): tạo điều kiện cho các thương hiệu cân nhắc và tối ưu hóa cho chiến dịch quảng cáo của mình.
Có thể giới hạn một nhóm khách hàng thông qua lựa chọn publisher phù hợp (đối tượng mục tiêu của publisher bao gồm, hoặc thích hợp với đối tượng mục tiêu của thương hiệu)
Quảng cáo bám đuổi (retargeting ads): xuất hiện nhiều lần khiến khách hàng có thể bị thu hút bởi, dẫn tới các hành động tìm hiểu, mua hàng tiếp theo.

### Nhược điểm
Hiệu quả phụ thuộc khá nhiều vào website đặt quảng cáo cũng như thời điểm quảng cáo xuất hiện, vì vậy, thương hiệu cần phải nghiên cứu kỹ trước khi lựa chọn Publisher cũng như thời điểm đặt quảng cáo.
Đối tượng mục tiêu chỉ mang tính chất tương đối chứ không hoàn toàn chính xác: Quảng cáo hiển thị cho bất kỳ ai truy cập vào trang/ứng dụng đặt quảng cáo chứ không hướng tới một nhóm khách hàng cụ thể của thương hiệu.
Tỷ lệ cạnh tranh không cao: Thương hiệu phần lớn sẽ cùng xuất hiện với những quảng cáo khác trên cùng một Publisher, khách hàng dễ bị xao nhãng bởi sự xuất hiện của nhiều quảng cáo khác nhau.
Ảnh hưởng uy tín thương hiệu nếu sử dụng không đúng cách:
- Trong một số trường hợp không mua quảng cáo trực tiếp với Publisher mà thông qua network, nên thương hiệu không kiểm soát được việc hình ảnh của mình sẽ xuất hiện ở đâu, điều này có thể làm ảnh hưởng hình ảnh thương hiệu nếu bước chọn lọc không được thực hiện kĩ
- Thương hiệu dễ bị khách hàng đánh giá là "spam", đặc biệt đối với các loại quảng cáo không cho phép người dùng tắt nhưng lại xuất hiện quá nhiều lần

Tỷ lệ chuyển đổi thấp: Về phía khách hàng, các hình thức của Display Ads thường chỉ giúp mang lại lượt hiển thị (Impression), lượt tỷ lệ nhấp (CTR) và tỷ lệ chuyển đổi (Conversion rate) thường khá thấp, vì khách hàng thường bỏ qua nội dung của Display Ads mà ít khi nhấn vào. Hiện nay, khá nhiều người dùng đang có xu hướng dùng Adblock để chặn quảng cáo hiển thị.

## Những sai lầm thường gặp khi áp dụng quảng cáo hiển thị
1. Xác định sai mục tiêu chiến dịch
2. Thiếu tính toán về đối tượng khách hàng mục tiêu (Target Customer)
3. Chèn quá nhiều thông điệp
4. Các lỗi thiết kế cơ bản
5. Banner và Trang đích (Landing page) thiếu liên kết làm ảnh hưởng trải nghiệm khách hàng (Customer experience)
6. Thiếu hiểu biết về thông số và đo lường
7. Không tận dụng được traffic từ banner để tiếp thị bám đuổi (Retarget marketing)